# Trio (film)
Pour les articles homonymes, voir Trio (homonymie).
Pour plus de détails, voir Fiche technique et Distribution.
Trio est un film britannique de Ken Annakin et Harold French, sorti en 1950. Le film comporte 3 segments : Mr. Know-All, The Verger et Sanatorium.

## Résumé
Trois histoires ponctuent le film

### Le Verger
Le nouveau vicaire de l'église Saint-Pierre est étonné d'apprendre que le bedeau de longue date , Albert Foreman, est analphabète. Ce dernier est trop ancré dans ses habitudes pour vouloir apprendre à lire et à écrire et le vicaire sent qu'il n'a d'autre choix que de le renvoyer. Les économies de Foreman, bien que substantielles, ne suffisent pas à le soutenir pour le reste de sa vie. Sur le chemin du retour vers son logement, Foreman remarque qu'il n'y a pas de bureau de tabac dans la région et décide d'en ouvrir un. Il propose également à sa logeuse Emma de s'associer avec lui et leur magasin connaît un tel succès que lorsque le mari de sa belle-fille perd son emploi, Foreman leur ouvre un autre magasin. Au cours des dix années suivantes, Foreman ouvre dix magasins et devient riche. Le directeur de la banque recommande à Foreman d'investir ses économies, ce qui lui fait révéler qu'il ne peut pas lire les papiers nécessaires. Le gérant s'exclame alors : "Que seriez-vous aujourd'hui si vous aviez pu ?" Foreman répond qu'il serait le verger à Saint Pierre.

### Monsieur je-sais-tout
Mr Gray, homme réservé et timide, se retrouve contraint de partager une cabine sur un paquebot avec Max Kelada, un marchand de pierres précieuses fort bruyant, obstiné et extrêmement sûr de lui. Kelada domine bientôt tous les rassemblements sociaux à bord, au grand dam de ses compagnons de voyage, qui prennent l'habitude de l'appeler Monsieur je-sais-tout derrière son dos en raison de son insistance sur le fait qu'il est un expert sur tous les sujets et domaines possible. Une nuit, Kelada remarque la belle qualité du collier de perles porté par Mme Ramsay, qui a rejoint son mari après une séparation de deux ans causée par son travail. M. Ramsay parie dix livres à Kelada que les perles sont fausses. Kelada accepte le pari, malgré la tentative de Mme Ramsay de l'annuler. Alors qu'il examine les perles, Kelada remarque que la femme est très mal à l'aise. Il dit alors qu'il s'est trompé et paie M. Ramsay. Ensuite, de retour dans leur cabine, Gray et Kelada sont surpris lorsque deux billets de cinq livres sont glissés sous leur porte dans une enveloppe. Gray fait dire la vérité à Kelada : les perles sont réelles et très coûteuses. Kelada ajoute qu'il n'aurait pas laissé une femme aussi séduisante seule aussi longtemps.

### Sanatorium
M. Ashenden est envoyé dans un sanatorium pour patients atteints de tuberculose et fait la connaissance des autres pensionnaires. Un autre nouveau venu est le major George Templeton, qui admire la charmante Evie Bishop. Celle-ci a passé des années d'un sanatorium à l'autre en vue de se soigner. Ashenden observe également la querelle entre deux patients de longue date, M. Campbell et M. McLeod, qui se plaisent à rendre la vie de l'autre misérable à la moine occasion. Un autre patient, M. Chester, n'aime pas les visites de sa femme parce qu'il envie sa bonne santé robuste. McLeod fini par mourir, privant ainsi Campbell de sa joie de vivre. Après que George et Evie soient tombés amoureux, les médecins les avertissent que George hâtera sa mort s'ils se marient, mais ils décident que le bonheur, aussi bref soit-il, en vaut le prix. Leur exemple atténue l'amertume de M. Chester quant à son propre sort.

## Fiche technique
- Titre français : Trio
- Réalisation : Ken Annakin et Harold French
- Scénario : Noel Langley et R.C. Sherriff d'après trois nouvelles de  William Somerset Maugham ("The Verger", "Mr Know-All" et "Sanatorium")
- Assistant réalisateur : Jim O'Connolly (non crédité)
- Photographie : Geoffrey Unsworth et Reginald H. Wyer
- Musique : John Greenwood
- Pays d'origine :  Royaume-Uni
- Format : Noir et blanc - 1,37:1 - Mono
- Genre : comédie dramatique
- Date de sortie : 1950

## Distribution
- James Hayter : Albert Foreman
- Kathleen Harrison : Emma Brown Foreman
- Felix Aylmer : Directeur d'agence bancaire
- Lana Morris : Gladys
- Michael Hordern : Vicaire
- Glyn Houston : Ted
- Henry Edwards : Surveillant d'église
- Anne Crawford : Mme Ramsey
- Nigel Patrick : Max Kelada
- Naunton Wayne : M. Ramsey
- Wilfrid Hyde-White : M. Gray
- Bill Travers : Fellowes
- Jean Simmons : Evie Bishop
- Michael Rennie : Major Templeton
- Roland Culver : M. Ashenden
- Raymond Huntley : M. Henry Chester
- André Morell : Dr Lennox
- John Laurie : M. Campbell
- Finlay Currie : M. McLeod
- Michael Medwin : Steward
- W. Somerset Maugham : Lui-même